# Ventilago papuana
Ventilago papuana är en brakvedsväxtart som beskrevs av Elmer Drew Merrill och Perry. Ventilago papuana ingår i släktet Ventilago och familjen brakvedsväxter. Inga underarter finns listade i Catalogue of Life.